# Lenitie
Lenitie, ook wel mouillering of medeklinkerverzachting geheten is het in de spraak veel voorkomende verschijnsel dat van oorsprong harde medeklinkers ofwel plosieven gaandeweg zachter worden gearticuleerd. In de praktijk komt dit neer op minder of helemaal geen contact tussen (een deel van) de tong en het harde of zachte verhemelte.
Deze klankwet kenmerkt de geschiedenis van de fonetiek van bijna alle talen van de wereld.

## Meest voorkomendeklankverschuivingendoor lenitie
Lenitie komt bijvoorbeeld neer op een wijdere opening van het spraakkanaal, wat wil zeggen dat de occlusie minder wordt om op den duur (als gevolg van debuccalisatie gevolgd door h-deletie) vaak helemaal te verdwijnen:
| plosief     | → | affricaat    | → | fricatief  | → | debuccalisatie | → | h-deletie |
| ----------- | - | ------------ | - | ---------- | - | -------------- | - | --------- |
| [p] of [pʰ] | → | [pf] of [pɸ] | → | [f] of [ɸ] | → | [h]            | → | (niets)   |
| [t] of [tʰ] | → | [ts] of [tθ] | → | [s] of [θ] | → | [h]            | → | (niets)   |
| [k] of [kʰ] | → | [kx]         | → | [x]        | → | [h]            | → | (niets)   |

Een ander veelvoorkomend verschijnsel is dat een stemloze plosief stemhebbend wordt in intervocale positie, dat wil zeggen tussen twee klinkers, als gevolg van assimilatie:
| plosief | → | sonorisatie | → | spirantisatie | → | approximatie | → | deletie |
| ------- | - | ----------- | - | ------------- | - | ------------ | - | ------- |
| [p]     | → | [b]         | → | [v] of [β]    | → | [ʋ] of [β̞]   | → | (niets) |
| [t]     | → | [d]         | → | [ð] of [z]    | → | [ð̞] of [ɹ]   | → | (niets) |
| [k]     | → | [g]         | → | [ɣ]           | → | [ɰ]          | → | (niets) |

Deze veranderingen lopen vaak door elkaar heen.  Een /kʰ/-klank kan spirantizeren tot /x/ en vervolgens sonoriseren tot /ɣ/.
Een klankverschuiving van hard naar zacht is het meest natuurlijk. De verschuiving in omgekeerde richting (fortitie) vindt alleen in heel specifieke contexten plaats.
Lenitie omvat daarnaast nog een aantal andere klankverschuivingen. Palatalisatie is een veelvoorkomende vorm van lenitie. Daarnaast komen ook degeminatie en deglottalisatie vrij veel voor. Medeklinkergradatie en aspiratie zijn minder frequente vormen van lenitie.

## Diachrone lenitie
Diachrone lenitie heeft bijvoorbeeld in de ontwikkeling van de Romaanse talen uit het Latijn een zeer grote rol gespeeld. In de eerste fasen van het Spaans bijvoorbeeld, veranderden de stemloze plosieven [p t k] in intervocale positie in hun stemhebbende pendanten [b d g]: vita → vida ‘leven’, caput → cabo ‘hoofd’, caecus → ciego ‘blind’.
Een soortgelijke ontwikkeling heeft plaatsgehad in de Keltische talen, waar niet-geminaten in intervocale positie veranderden in fricatieven en stemloze plosieven stemhebbend werden (in het Welsh, Cornisch en Bretons). Het effect van lenitie op de West-Germaanse talen wordt duidelijk als bijvoorbeeld de Latijnse woorden pater en tenuis worden vergeleken met hun Engelse en Nederlandse cognaten: father, thin, vader, dun.
Ook in de geschiedenis van de Germaanse talen speelt de verschuiving van plofklanken naar wrijfklanken een zeer belangrijke rol; deze vorm van lenitie staat in het algemeen bekend als de Wet van Grimm. Meer specifiek heeft dit betrekking op zowel het Hoogduits als op de Limburgse dialecten die onder de Uerdinger linie worden gesproken.

## Synchrone lenitie

#### Allofonelenitie
Sommige Romaanse talen, waaronder het Sardinisch, kennen synchrone lenitie als een vorm van externe sandhi. Aangezien het hier een postlexicale regel betreft, dat wil zeggen een regel die over de woordgrenzen heen geldt, wordt deze vorm van lenitie gewoonlijk niet weergegeven in de spelling:
/b/ → [β]: baca [baka] "koe" → sa baca [sa βaka] "de koe" 
/d/ → [ð]: domu [dɔmu] "huis" → su domu [su ðɔmu] "het huis" 
/g/ → [ɣ]: gupu [gupu] "soeplepel" → su gupu [su ɣupu] "de soeplepel".

#### Grammaticale lenitie
In Keltische talen is intervocale lenitie ook een postlexicale regel. Een voorbeeld in het Schots-Gaelisch is het ontbreken van lenitie in am fear /əm fɛr/ ‘de man’, tegenover het optreden ervan in a’ bhean /ə vɛn/ ‘de vrouw’. In het volgende voorbeeld wordt de ontwikkeling van een zinsdeel bestaande uit een bepaald lidwoord en een mannelijk zelfstandig naamwoord (met uitgang -os) vergeleken met die van een vrouwelijk zelfstandig naamwoord met uitgang -a.:
Proto-Iers *(s)indos wiros → vroeg-Oudiers ind fer → laat-Oudiers in fer → an fear → am fear
Proto-Iers *(s)inda bena → vroeg-Oudiers ind ḃen → laat-Oudiers in ḃen → an bhean → a’ bhean
In het Schots-Gaelisch heeft synchrone lenitie bijna alle medeklinkers beïnvloed behalve /lˠ/. Bij klankverschuivingen zoals /nˠ/ → /n/ is de secundaire articulatie verloren gegaan; bij de verschuiving /rˠ/ → /ɾ/ wordt de rollende r teruggebracht tot één enkele "tik". De spirantisatie van de Gaelische nasaal /m/ tot /v/ is een ongebruikelijke vorm van lenitie, maar wordt op de gebruikelijke manier veroorzaakt. In de spelling wordt dit weergegeven door invoeging van een h (behalve na [l n r]):

##### Spirantisatie
/p/ → /v/ bog /pok/ "zacht" → glè bhog /kleː vok/ "heel zacht"
/pj/ → /vj/ (voor een achterste klinker) beò /pjɔː/ "levend" → glé bheò /kleː vjɔː/ "heel levend"
/kʰ/ → /x/ cas /kʰas̪/ "steil" → glè chas /kleː xas̪/ "heel steil"
/kʰʲ/ → /ç/ ciùin /kʰʲuːɲ/ "rustig" → glè chiùin /kleː çuːɲ/ "heel rustig"
/t/ → /ɣ/ dubh /t̪uh/ "zwart" → glè dhubh /kleː ɣuh/ "heel zwart"
/tʲ/ → /ʝ/ deiseil /tʲeʃal/ "klaar" → glè dheiseil /kleː ʝeʃal/ "heel klaar"
/k/ → /ɣ/ garbh /kaɾav/ "ruw" → glè gharbh /kleː ɣaɾav/ "heel ruw"
/kʲ/ → /ʝ/ geur /kʲiaɾ/ "scherp" → glè gheur /kleː ʝiaɾ/ "heel scherp"
/m/ → /v/ maol /mɯːl̪ˠ/ "kaal" → glè mhaol /kleː vɯːl̪ˠ/ "heel kaal"
/mj/ → /vj/ (voor een achterste klinker) meallta /mjaul̪ˠt̪ə/ '"bedrieglijk" → glè mheallta /kleː vjaul̪ˠt̪ə/ "heel bedrieglijk"
/pʰ/ → /f/ pongail /pʰɔŋgal/ "precies" → glè phongail /kleː fɔŋgal/ "heel precies"
/pʰj/ → /fj/ (voor een achterste klinker) peallagach /pʰjal̪ˠakəx/ "harig/ruig" → glè pheallagach /kleː fjal̪ˠakəx/ "heel harig/ruig".

##### Verlies van secundaire articulatie
/nˠ/ → /n/ nàdarra /n̪ˠaːt̪ərˠə/ "natuurlijk" → glè nàdarra /kleː naːt̪ərˠə/ "heel natuurlijk"
/rˠ/ → /ɾ/ rag /rˠak/ "stijf" → glè rag /kleː ɾak/ "heel stijf"

##### Debuccalisatie
/s̪/ → /h/ sona /s̪ɔnə/ "vrolijk" → glè shona /kleː hɔnə/ "heel vrolijk"
/ʃ/ → /h/ seasmhach /ʃes̪vəx/ "constant" → glè sheasmhach /kleː hes̪vəx/ "heel constant"
/ʃ/ → /hj/ (voor een achterste klinker) seòlta /ʃɔːl̪ˠt̪ə/ "sluw" → glè sheòlta /kleː hjɔːl̪ˠt̪ə/ "heel sluw"
/t̪ʰ/ → /h/ tana /t̪ʰanə/ "dun" → glè thana /kleː hanə/ "heel dun"
/tʰʲ/ → /h/ tinn /tʲiːɲ/ "ziek" → glè thinn /kleː hiːɲ/ "heel ziek" .
/tʰʲ/ → /hj/ (voor een achterste klinker) teann /tʰʲaun̪ˠ/ "strak" → glè theann /kleː hjaun̪ˠ/ "heel strak".

##### Deletie
/f/ → Ø fann /faun̪ˠ/ "zwak" → glè fhann /kleː aun̪ˠ/ "heel zwak"
/fj/ → /j/ (voor een achterste klinker) feòrachail /fjɔːɾəxal/ "nieuwsgierig" → glè fheòrachail /kleː jɔːɾəxal/ "heel nieuwsgierig".

##### Vermindering van degemarkeerdheid
In de Goidelische talen zorgt grammaticale lenitie ook voor vermindering van de grammaticale gemarkeerdheid bij de articulatie van coronale sonoranten (l, r, n). In het Schots-Gaelisch zijn /n/ en /l/ de afgezwakte tegenhangers van de palatalen /ɲ/ and /ʎ/. 
/ɲ/ → /n/ neulach /ɲial̪ˠəx/ "bewolkt" → glè neulach /kleː nial̪ˠəx/ "heel bewolkt" 
/ʎ/ → /l/ leisg /ʎeʃkʲ/ "lui" → glè leisg /kleː leʃkʲ/ "heel lui".

##### Spelling
In de meeste in Groot-Brittannië en Ierland gesproken Keltische talen wordt lenitie door opening van het spraakkanaal aangegeven door aan de betreffende medeklinker een h toe te voegen: Wels carreg ‘steen’ → ei charreg ‘haar steen’. De orthografie van het Manx is daarentegen fonetischer. In de laat-Gaelische kalligrafie en de traditionele Ierse typografie werd lenitie door opening weergegeven door een punt boven de medeklinker (zie ook het Iers-Gaelisch). In het huidige lettertype wordt er een h na de medeklinker geschreven. Zo is het bovengenoemde voorbeeld  mháthair een moderne weergave van ṁáṫair.

## Bron
en:Lenition